# Erica Fontes

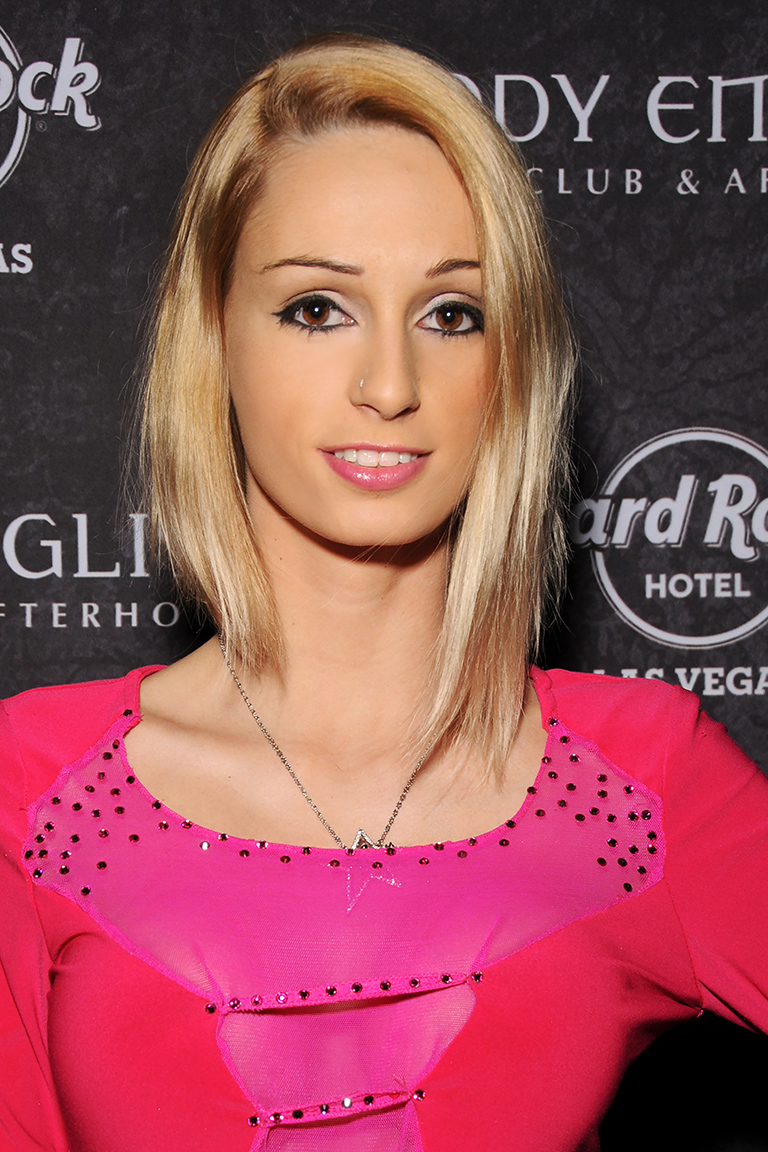
Erica Fontes (2014)

Erica Fontes (* 14. Mai 1991 in Lissabon) ist eine portugiesische Pornodarstellerin.

## Leben
Erica Fontes begann ihre Karriere im Alter von 18 Jahren im Juli 2009 im Film Diario Sexual de Maria.
Seitdem war sie in zahlreichen Clips und Erotikevents zu sehen (u. a. „Salão Erótico de Lisboa“). Im Oktober 2010 wurde sie im Rahmen der Sendung A Última Ceia des Kanals SIC Radical interviewt.

## Auszeichnungen
- 2012: Galaxy Awards – nominiert als Best Porno Actress[4]
- 2013: XBIZ Award – Foreign Female Performer of the Year[5]

## Filmografie
- 2 Girls on the Pole
- Amateur Action 3
- Anally Talented
- BUR-347 High School Girl 03
- Bangin’ the Naughty Spot
- Barely Legal 123
- Bimbi a Maquina do Sexo
- Casting X 82
- Cheerleaders Gone Bad
- Crack Fuckers
- Cuzinho… com a Máquina do sexo
- Daddy’s Little Runaways
- Deep Throat This 51
- Diesel Dongs 21
- Drunk Sex Orgy – Lust auf Sperma-Cocktails?
- Drunk Sex Orgy – Winter Fuck Jam
- Erica na mansão das orgias
- Eye Fucked Them All
- Facial Overload
- Fill My Teen Throat
- Girls Like It Hard
- Hardcore Vibes 3
- High Heels and Panties 2
- Hotgold Erotic Show Lisboa 2009
- Hotgold Show Eros Porto 2010
- I Wanna Butt Fuck Your Daughter 12
- Just the 3 Of Us
- Liquid Diet
- My Ass Is for the Taking
- Naked Dreams 3
- North Pole 88
- O Diario Sexual da Maria
- Orgasmatics Power Dildo 12
- Prince the Penetrator
- Race Relations 6
- Sexxx in the City 1 – Lisbon
- Sexy Girls Like It Big!
- Slime Wave 12
- Sofá Vermelho 1
- Sofá Vermelho 3
- Tavares – O Arquitecto Quebra Bilhas
- Teen Anal Nightmare 3
- The Girl Next Door
- Top Wet Girls 8
- White Chicks Gettin Black Balled 37
- Meat Lovers 4
- Young Girls Play Dirty
- Orgasm Donor
- Sexy Little Things
- Peter Loves Blondes
- Naughty Athletics 15
- Spare the Rod 4
- Step by Step 5
- Step by Step 6
- Monster Meat 23
- Load Warriors 2
- Spandex Loads 4
- Panty Pops 6
- Hustle’s Amateur Action 3
- Latina Fuck Buddies
- Step by Step 14
- Vacancy
- Love Match
- Fashion & Fetish
- Clitlicking Girlfriends 2